# Kenyan-Desmond Lynch
Kenyan-Desmond Lynch (* 15. Dezember 1985) ist ein Fußballtorwart aus St. Vincent und die Grenadinen.
Er spielt seit 2010 beim System 3 FC. Am 19. September 2010 debütierte er in der Nationalmannschaft von St. Vincent und den Grenadinen. Er bestritt 17 Länderspiele.